# Rhagonycha saurica
Rhagonycha saurica is een keversoort uit de familie soldaatjes (Cantharidae). De wetenschappelijke naam van de soort werd in 1994 gepubliceerd door Sergey Vasiljevich Kazantsev.